# Fatma Memik
Fatma Memik, nascuda com a Fatma Şakir (Şakir és el nom del pare, Safranbolu, 1903 - 9 de febrer de 1991) en temps otomans, és una de les primeres 18 diputadas turques elegides el 1935.
Fatma Şakir va fer la seva educació bàsica a Safranbolu i la seva educació secundària a Istanbul, al Bezmialem Kız Sultanisi, un dels primers liceus per a noies de Turquia. Va graduar-se com a metgessa a la Facultat de Medicina de la Universitat d'Istanbul el 1929 i va fer la seva especialització en medicina interna a l'Hospital Vakıf Gureba d'Istanbul entre 1929-1931. Memik va prestar servei a la Gran Assemblea Nacional de Turquia (el parlament turc) durant períodes consecutius des de 1935 com a diputada d'Edirne. Ha donat nom a un centre de dones que es va establir a l'antiga Casona del Governador (Vali Konağı) d'Edirne el 2017.